# Trofaiach

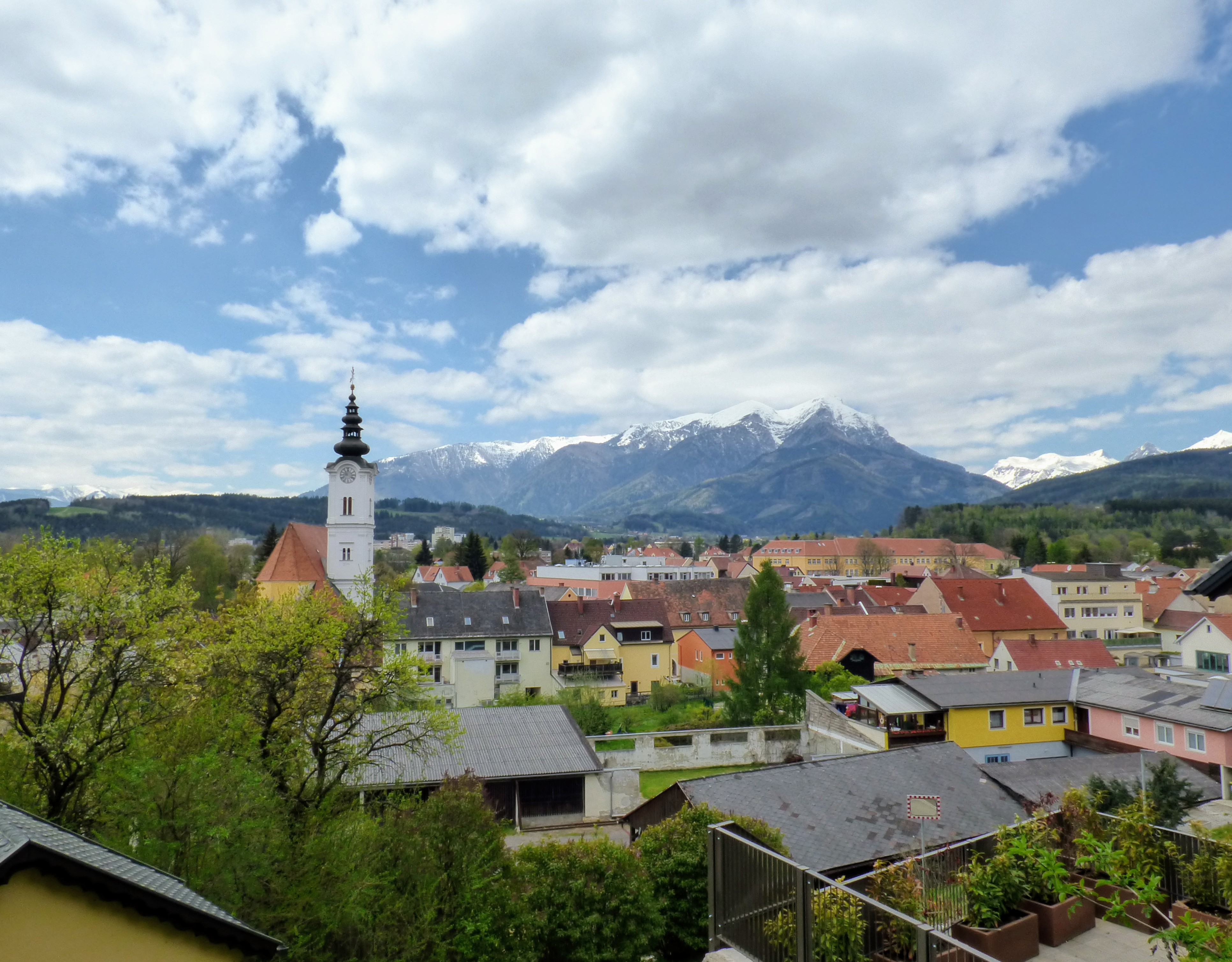

Trofaiach is een Oostenrijkse stad in Stiermarken, behorend tot het district Leoben. De stad telt 10.980 inwoners (2022).

## Geografie
Trofaiach ligt in het Vordernbergertal, ongeveer tien km ten noorden van de districtshoofdstad Leoben aan de Steirischen Eisenstraße (gebied met metaalverwerkende industrie).
De stad is gelegen in een dal aan de zuidrand van de Eisenerzer Alpen. Dit dal kent verscheidene vertakkingen in de verschillende windrichtingen. Vanuit deze vertakkingen stromen er vier stroompjes ter hoogte van Trofaiach in de Vordernbergerbach. Deze beek werd in de middeleeuwen ook wel Leuben genoemd. Daarnaast is er ook nog de lagere, in het westen gelegen, overgang naar het Liesingtal en de aansluiting met de zeven kilometer verderop gelegen Pyhrnautobahn.
In 2013 werd Trofaiach uitgebreid met de gemeenten Gai en Hafning bei Trofaiach. Sindsdien omvat de gemeente 19 ortschaften.

## Wapen
Het wapen van de gemeente, dat in 1535 door aartshertog Ferdinand, de latere keizer Ferdinand I aan de stad werd toegekend, beeldt een ridder af in een metalen pantser met een zwaard, strijdbijl en een speer, staande op een groene weide met een rode achtergrond.
Stadsgemeenten:
Eisenerz ·
Leoben ·
Trofaiach

Marktgemeenten:
Kalwang ·
Kammern im Liesingtal ·
Kraubath an der Mur ·
Mautern in Steiermark ·
Niklasdorf ·
Sankt Michael in Obersteiermark ·
Sankt Peter-Freienstein ·
Vordernberg

Overige gemeenten:
Proleb ·
Radmer ·
Sankt Stefan ob Leoben ·
Traboch ·
Wald am Schoberpaß
- Gemeinsame Normdatei: 4482492-0
- Library of Congress Control Number: n80132258
- MusicBrainz: 8e20043e-3456-4761-a402-9adb0c75e7a2
- Nationale Bibliotheek van Israël: 987007559615205171
- Virtual International Authority File: 138376847